# Liste der Bodendenkmäler in Gössenheim
Auf dieser Seite sind die Bodendenkmäler in der unterfränkischen Gemeinde Gössenheim zusammengestellt. Diese Tabelle ist eine Teilliste der Liste der Bodendenkmäler in Bayern. Grundlage ist die Bayerische Denkmalliste, die auf Basis des Bayerischen Denkmalschutzgesetzes vom 1. Oktober 1973 erstmals erstellt wurde und seither durch das Bayerische Landesamt für Denkmalpflege geführt wird. Die folgenden Angaben ersetzen nicht die rechtsverbindliche Auskunft der Denkmalschutzbehörde.

## Bodendenkmäler in Gössenheim
| Lage       | Objekt | Akten-Nr.     | Bild           |
| ---------- | --- | ------------- | -------------- |
| (Standort) | Siedlung der Hallstattzeit. | D-6-5924-0001 |                |
| (Standort) | Mittelalterliche Burgruine „Homburg“. | D-6-5924-0040 | weitere Bilder |
| (Standort) | Siedlung vor- und frühgeschichtlicher Zeitstellung.                                                                                          | D-6-5924-0042 |                |
| (Standort) | Wüstung des frühen Mittelalters. | D-6-5924-0043 |                |
| (Standort) | Siedlung der Urnenfelderzeit. | D-6-5924-0044 |                |
| (Standort) | Siedlung der Linearbandkeramik, der Hallstattzeit und Wüstung des frühen Mittelalters.                                                       | D-6-5924-0047 |                |
| (Standort) | Siedlung der Urnenfelderzeit. | D-6-5924-0050 |                |
| (Standort) | Siedlung der Linearbandkeramik, der jüngeren Latènezeit und der späten römischen Kaiserzeit und Völkerwanderungszeit.                        | D-6-5924-0054 |                |
| (Standort) | Freilandstation des Mittelpaläolithikums. | D-6-5924-0061 |                |
| (Standort) | Freilandstation des Paläolithikums und Siedlung des Neolithikums.                                                                            | D-6-5924-0081 |                |
| (Standort) | Untertägige Teile der mittelalterlichen und frühneuzeitlichen katholische Pfarrkirche St. Radegundis von Gössenheim mit Kirchhofbefestigung. | D-6-5924-0095 |                |
| (Standort) | Untertägige Teile der frühneuzeitlichen katholischen Filialkirche St. Hubertus von Sachsenheim.                                              | D-6-5924-0097 |                |
| (Standort) | Archäologische Befunde einer Richtstätte des späten Mittelalters und der frühen Neuzeit.                                                     | D-6-5924-0141 |                |
| (Standort) | Freilandstation des Paläolithikums, Siedlung der Urnenfelderzeit sowie des hohen Mittelalters.                                               | D-6-5924-0148 |                |
| (Standort) | Bestattungsplatz mit verebnetem Grabhügel vorgeschichtlicher Zeitstellung.                                                                   | D-6-5924-0157 |                |